# Jonas L. A.
Pour les articles homonymes, voir Jonas (homonymie).
Jonas L. A. (ou Jonas pour la première saison) est une série télévisée américaine en 34 épisodes de 22 minutes créé par Michael Curtis et Roger S. H. Schulman, diffusée entre le 2 mai 2009 et le 3 octobre 2010 sur Disney Channel.
En France, la série est diffusée à partir du 9 septembre 2009 sur Disney Channel et en 2010 sur NRJ 12 (Disney Break). Au Québec, la série est diffusée depuis le 7 juin 2010 sur VRAK.TV.

Jonas Automotive logo 2022

## Synopsis
Jonas met en scène les Jonas Brothers (Kevin Jonas, Nick Jonas et Joe Jonas) dans le rôle des frères Jonas, membres du groupe musical homonyme, qui essayent de vivre une vie normale malgré leur statut de star.

## Fiche technique
- Titre original : J.O.N.A.S. (pilote) ;  Jonas (saison 1) ; Jonas L. A. (saison 2)
- Titre français : Jonas (saison 1) ; Jonas L. A. (saison 2)
- Création : Michael Curtis et Roger S. H. Schulman
- Production : Michael Curtis et Roger S. H. Schulman
- Décors : Michael A. Hynes (Saison 1), Scott Heineman (Saison 2)
- Sociétés de production : It's A Laugh Productions, Mantis Productions, Disney Channel
- Société de diffusion : Disney Channel
- Pays :  États-Unis
- Langue : anglais
- Genre : sitcom
- Nombre d'épisodes : 34 (2 saisons)
- Durée : 22 min.
- Date de première diffusion : 2 mai 2009

## Distribution

### Personnages principaux
- Joe Jonas (VF : Pablo Hertsens) : Joe Jonas / Lucas
- Nick Jonas (VF : Aurélien Ringelheim) : Nick Jonas / Lucas
- Kevin Jonas (VF : Antoni Lo Presti) : Kevin Jonas / Lucas
- Chelsea Kane (VF : Marie Van R) : Stella Malone
- Nicole Anderson (VF : Séverine Cayron) : Macy Misa
- John Ducey (VF : Mathieu Moreau) : Tomas « Tom » Jonas / Lucas (saison 1)

### Personnages récurrents

#### Saison 1
- Rebecca Creskoff (VF : Nathalie Hugo) : Sandy Lucas
- Frankie Jonas : Frankie Jonas / Lucas
- Robert Feggans : Big Rob
- Chuck Hittinger : Van Dyke Tosh
- Tangelina Rouse : Mme Snark

#### Saison 2
- John Ducey (VF : Mathieu Moreau) : Tomas « Tom » Jonas / Lucas
- Adam Hicks : Dennis Zimmer DZ
- Abby Pivaronas : Vanessa Page
- Debi Mazar : Mona Klein
- Robert Feggans : Big Rob
- Beth Crosby : Tante Lisa
- Frankie Jonas : Frankie Jonas / Lucas
- Emma Roberts : elle-même
- Emily Osment : elle-même
- David Henrie : lui-même
- China Anne McClain : Kiara

- Version française
  - Studio de doublage : Dubbing Brothers 
  - Direction artistique : Véronique Fyon[2]
  - Adaptation : Cynthia Perin

## Personnages

### Personnages principaux
Les Jonas Brothers ont dans la série comme nom de famille Lucas (pour ne pas confondre réalité et fiction) et ont pris Jonas (Brothers) pour leur groupe car c'est le nom de la rue ou ils habitent. 
- Kevin Lucas : Kevin est l'aîné des frères et souvent vu comme maladroit, tête en l'air et un peu « à l'ouest ». Kevin a toujours les idées les plus folles ou les plus improbables mais parfois il en a aussi de bonnes. Il possède énormément de guitares et aime les animaux des forêts en peluches. Dans le groupe Jonas, il chante dans les chœurs et joue de la guitare. Dans la saison 2 il veut être réalisateur et rencontre David Henrie et va donc réaliser le film de ce dernier.

- Joe Lucas : Joe est connu pour être le bourreau des cœurs du groupe. Il fera tout pour que les filles s'intéressent à lui mais est amoureux de Stella. Il a tendance à être plus maladroit que Nick mais pas tant que Kevin mais à des moments si. Joe aime les peluches qui font du bruit. Il chante, tout comme Nick, et joue parfois de la guitare (même si nous savons que le maître en la matière est Kevin). Il sortira avec Stella dans la saison 2.

- Nick Lucas : Nick est calme, posé et cool. Il est connu pour avoir de très courtes relations amoureuses et sa famille lui reproche de tomber amoureux trop rapidement. Nick est le plus sérieux du groupe et il perd parfois patience à cause des bêtises de Kevin et Joe. Nick aime les peluches qui peuvent nager. Nick est un des chanteurs principaux, joue de la batterie, de la guitare et du piano dans le groupe Jonas. Nick est aussi, et ne l'oublions pas, le compositeur des chansons ! Il sortira avec Macy dans la saison 2.

- Stella Malone : Stella est la styliste du groupe et la meilleure amie de Joe, Nick et  Kevin. Elle connait les garçons depuis qu'ils sont enfants. Elle a toujours eu un faible pour Joe, mais sans se l'avouer vraiment. Stella est l'inventeur d'une machine qui sélectionne automatiquement des tenues vestimentaires appelée le « Stellascenseur » et elle essaye constamment d'adapter les vêtements au style de vie mouvementé du groupe. Elle s'énerve quand ses tenues sont détériorées ce qui arrive plus souvent que ce qu'elle ne pourrait espérer. Elle est accro aux textos. Dans la saison 2 elle sort avec Joe.

- Macy Misa: Macy est la plus grande fan des Jonas, elle a même un site internet qui leur est consacré. C'est la meilleure amie de Stella. Elle sortira avec Nick dans la saison 2.
- Tom Lucas  (saisons 1-2) : le père de Kevin, Joe et Nick et aussi le manager de Jonas. Il est parfois de bon conseil lorsqu'il s'agit des histoires de cœur de ses fils.

### Personnages récurrents
- Sandy Lucas (saison 1) : la mère de Kevin, Joe et Nick et l'épouse de Tom. Elle est très fière de ses fils, même quand ils mettent le désordre. Elle veut simplement avoir une famille normale, mais elle admet qu'ils ne peuvent pas être «normaux» avec des enfants qui sont célèbres.

- Frankie Lucas (saisons 1-2) : le benjamin de la famille. Il cherche constamment à être dans la lumière des Jonas. Frankie espère obtenir une chance de se produire avec le groupe, mais ses frères ne pensent pas que ce soit probable. Frankie peut évoluer très rapidement et est un expert à cache-cache, et à préparer ses cours.

- Big Rob (saisons 1-2) : le garde du corps qui escorte la bande de partout.

- Van Dyke Tosh (saison 1) : l'amour de Stella, qui rend habituellement Joe jaloux. Il demande Stella en rendez-vous dans l'épisode "Premier baiser" qui fait que Joe la désire encore plus.

- Mme Snark (saison 1) : un professeur d'art dramatique/de Biologie qui aime Joe, Nick, et Kevin. Au dépit de Joe, elle leur donne souvent un traitement de faveur à l'école, provoquant parfois des tensions entre les garçons et les autres étudiants. Sa nièce est une grande fan des Jonas.

- Dennis Zimmer (DZ) (saison 2) : le voisin des Jonas à L. A. Il est légèrement « pot-de-colle » et accaparant, notamment lorsqu'il s'invite chez eux. Les Jonas l'apprécient mais Big Rob lui montre la sortie chaque fois qu'il entre en douce.

- Vanessa Page (saison 2) : une grande actrice qui a un faible pour Joe et qui lui donne un rôle dans son film.

- Mona Klein (saison 2) : la réalisatrice de April pour toujours, le film de Joe.

- Lisa Malone (saison 2) : la tante de Stella, qui surveille Stella et qui déteste les rockstars, notamment Joe car elle les trouve indignes de confiance et infidèles.

## Épisodes
| Saison | Saison | Épisodes | États-Unis   | États-Unis     | France           | France          |
| Saison | Saison | Épisodes | Début        | Fin            | Début            | Fin             |
| ------ | ------ | -------- | ------------ | -------------- | ---------------- | --------------- |
|        | 1      | 21       | 2 mai 2009   | 14 mars 2010   | 9 septembre 2009 | 10 février 2010 |
|        | 2      | 13       | 20 juin 2010 | 3 octobre 2010 | 8 décembre 2010  | 20 avril 2011   |

### Saison 1 (2009-2010)
| №  | #  | Titre français            | Titre original                    | Diffusions française | Diffusions originale | Code prod. |
| -- | -- | ------------------------- | --------------------------------- | -------------------- | -------------------- | ---------- |
| 1  | 1  | Nick est amoureux         | Wrong Song                        | 23 septembre 2009    | 2 mai 2009           | 105        |
| 2  | 2  | Souvenirs d'enfance       | Groovy Movies                     | 16 septembre 2009    | 9 mai 2009           | 102        |
| 3  | 3  | La Livreuse de pizza      | Pizza Girl                        | 30 septembre 2009    | 16 mai 2009          | 107        |
| 4  | 4  | Une vie presque normale   | Keeping it Real                   | 9 septembre 2009     | 17 mai 2009          | 103        |
| 5  | 5  | Le Meilleur Ami du groupe | Band's Best Friend                | 28 octobre 2009      | 7 juin 2009          | 108        |
| 6  | 6  | Les Malheurs de Kevin     | Chasing the Dream                 | 14 octobre 2009      | 14 juin 2009         | 104        |
| 7  | 7  | Victime de la mode        | Fashion Victim                    | 7 octobre 2009       | 21 juin 2009         | 101        |
| 8  | 8  | Triangle amoureux         | That Ding You Do                  | 4 novembre 2009      | 28 juin 2009         | 106        |
| 9  | 9  | Un jour sans fin          | Complete Repeat                   | 11 novembre 2009     | 5 juillet 2009       | 109        |
| 10 | 10 | Maladie d'amour           | Love Sick                         | 9 décembre 2009      | 2 août 2009          | 112        |
| 11 | 11 | Les Trois Mousquetaires   | The Three Musketeers              | 16 décembre 2009     | 9 août 2009          | 113        |
| 12 | 12 | Folle de lui              | Frantic Romantic                  | 30 décembre 2009     | 16 août 2009         | 115        |
| 13 | 13 | Traitement de faveur      | Detention                         | 2 décembre 2009      | 23 août 2006         | 110        |
| 14 | 14 | Karaoké Surprise          | Karaoke Surprise                  | 23 décembre 2009     | 6 septembre 2009     | 114        |
| 15 | 15 | Tous à la maison          | Home Not Alone                    | 7 février 2010       | 20 septembre 2009    | 117        |
| 16 | 16 | L'Anniversaire de Stella  | Forgetting Stella's Birthday      | 7 février 2010       | 27 septembre 2009    | 116        |
| 17 | 17 | La Caserne maudite        | The Tale of the Haunted Firehouse | 7 février 2010       | 11 octobre 2009      | 119        |
| 18 | 18 | Premier Baiser            | Double Date                       | 7 février 2010       | 8 novembre 2009      | 120        |
| 19 | 19 | Amour excentrique         | Cold Shoulder                     | 25 novembre 2009     | 6 décembre 2009      | 111        |
| 20 | 20 | Miss Fabuleuse            | Beauty and the Beat               | 21 octobre 2009      | 24 janvier 2010      | 118        |
| 21 | 21 | Tournée compromise        | Exam Jam                          | 10 février 2010      | 14 mars 2010         | 121        |

### Saison 2 (2010-2011)
| №  | #  | Titre français            | Titre original                                                                                            | Diffusions française | Diffusions originale | Code prod. |
| -- | -- | ------------------------- | --- | -------------------- | -------------------- | ---------- |
| 22 | 1  | La Maison des Jonas       | House Party                                                                                               | 8 décembre 2010      | 20 juin 2010         | 201        |
| 23 | 2  | Nick le surfeur           | Back to the Beach                                                                                         | 24 décembre 2010     | 27 juin 2010         | 202        |
| 24 | 3  | Jalousie                  | Date Expectations                                                                                         | 19 janvier 2011      | 2 juillet 2010       | 203        |
| 25 | 4  | Ça tourne !               | And... Action!                                                                                            | 26 janvier 2011      | 11 juillet 2010      | 204        |
| 26 | 5  | Amour, Gloire et Rivalité | America's Sweethearts                                                                                     | 2 février 2011       | 25 juillet 2010      | 205        |
| 27 | 6  | Le Secret                 | The Secret                                                                                                | 9 février 2011       | 1er août 2010        | 206        |
| 28 | 7  | Sushis et Compagnie       | A Wasabi Story                                                                                            | 16 février 2011      | 8 août 2010          | 207        |
| 29 | 8  | Cascades périlleuses      | Up in the Air                                                                                             | 23 février 2011      | 15 août 2010         | 208        |
| 30 | 9  | Le Clip vidéo             | Direct to Video                                                                                           | 2 mars 2011          | 22 août 2010         | 209        |
| 31 | 10 | La Peste d'Hollywood      | The Flirt Locker                                                                                          | 9 mars 2011          | 29 août 2010         | 210        |
| 32 | 11 | Balade en bateau          | Boat Trip                                                                                                 | 16 mars 2011         | 12 septembre 2010    | 211        |
| 33 | 12 | Ça tourne !               | On the Radio                                                                                              | 6 avril 2011         | 26 septembre 2010    | 212        |
| 34 | 13 | Rockeurs pour la vie !    | Wishing Not About the Last Time (u.s.a.) The Futur Goes On Them ! (Royaume-Uni) Rock, Band & End (Canada) | 20 avril 2011        | 3 octobre 2010       | 213        |

## Diffusion
| Pays                                                                                                 | Chaine(s)                                                                    | Date de Diffusion                                                 |
| --- | ---------------------------------------------------------------------------- | ----------------------------------------------------------------- |
| États-Unis                                                                                           | Disney Channel USA                                                           | 2 mai 2009                                                        |
| Hongrie                                                                                              | Disney Channel Hungary                                                       | Automne 2009                                                      |
| Inde                                                                                                 | Disney Channel India                                                         | Octobre 2009                                                      |
| Turquie                                                                                              | Disney Channel Turkey                                                        | 2009                                                              |
| Afrique du Sud                                                                                       | Disney Channel South Africa                                                  | 2009                                                              |
| Australie                                                                                            | Disney Channel Australia                                                     | 15 juin 2009                                                      |
| Nouvelle-Zélande                                                                                     | Disney Channel New Zealand                                                   | 15 juin 2009                                                      |
| Irlande Royaume-Uni                                                                                  | Disney Channel UK & Ireland                                                  | 15 juin 2009 (Sneak Peak), Septembre 2009                         |
| Espagne                                                                                              | Disney Channel Espana                                                        | 29 août 2009                                                      |
| Canada (en)                                                                                          | Family                                                                       | 12 juillet 2009                                                   |
| Canada (fr)                                                                                          | VRAK.TV                                                                      | 7 juin 2010                                                       |
| Mexique                                                                                              | Disney Channel Latin America                                                 | 12 juillet 2009 (Avant Première), 20 juillet 2009                 |
| Colombie                                                                                             | Disney Channel Latin America                                                 | 12 juillet 2009 (Avant Première), 20 juillet 2009                 |
| Venezuela                                                                                            | Disney Channel Latin America                                                 | 12 juillet 2009 (Avant Première), 20 juillet 2009                 |
| Argentine                                                                                            | Disney Channel Latin America                                                 | 12 juillet 2009 (Avant Première), 17 juillet 2009                 |
| Chili                                                                                                | Disney Channel Latin America                                                 | 12 juillet 2009 (Avant Première), 17 juillet 2009                 |
| Brésil                                                                                               | Disney Channel Brazil                                                        | 26 juillet 2009 (Avant Première), 31 juillet 2009                 |
| Asie - Brunei - Hong Kong - Corée du Sud - Malaisie - Philippines - Singapour - Thaïlande - Viêt Nam | Disney Channel Asia Disney Channel Korea                                     | 9 août 2009                                                       |
| Pologne                                                                                              | Disney Channel Polska                                                        | 10 octobre 2009                                                   |
| France                                                                                               | Disney Channel France Et NRJ 12                                              | 9 septembre 2009 sur disney channel et le 10 mars 2010 sur NRJ 12 |
| Belgique                                                                                             | Disney Channel France                                                        | 9 septembre 2009                                                  |
| Portugal                                                                                             | Disney Channel Portugal                                                      | 13 septembre 2009                                                 |
| Italie                                                                                               | Disney Channel Italia                                                        | 18 septembre 2009                                                 |
| Japon                                                                                                | Disney Channel Japan                                                         | 13 septembre 2009 (Première) 20 septembre 2009                    |
| Bulgarie                                                                                             | Disney Channel Bulgaria (Connu jusqu'en septembre 2009 sous le nom de Jetix) | Septembre 2009                                                    |
| Roumanie                                                                                             | Disney Channel Romania (Connu jusqu'en septembre 2009 sous le nom de Jetix)  | Septembre 2009                                                    |

## Origine et production
À l'origine le projet de la série avait pour titre J.O.N.A.S., l'acronyme de « Junior Operatives Networking As Spies ». Dans la série, le groupe utilisait le fait d'être des pop star comme couverture de leurs activités d'agents secrets au service du gouvernement. Ils devaient également cacher leur double vie à leur mère et à Frankie. Curtis lors d'une conférence de presse déclara que : « Le concept d'espions était trop énorme et très ambitieux et il ne semblait plus être approprié à la situation actuelle du groupe. Comme le groupe avait de plus en plus de succès, faire une série qui se rapprochait plus de leur vie réelle et essayer d'en faire une version plus terre à terre de ce qu'ils pourraient vivre en tant que groupe devint plus intéressant et plus drôle » . 
Le pilote de J.O.N.A.S. est tourné en 2007 mais à cause de la grève des scénaristes américains au cours de la saison 2007-2008, la série fut mise de côté. Le titre changea de J.O.N.A.S. à Jonas. 
La série est produite par It's A Laugh Productions et Mantis Productions en association avec Disney Channel. Jonas est la première Disney Channel Original Serie (DCOS) depuis Phil du futur à ne pas être tournée en public ou avec un rire en arrière-plan. La série se déroule dans le New Jersey mais est tournée aux Hollywood Center Studios.
La production de la première saison de Jonas s'est terminée en avril 2009. L'avant-première française a eu lieu à Disneyland Paris le 27 août 2009.
Demi Lovato avait aussi auditionné pour le rôle de Stella, mais on lui préféra Chelsea Staub. Après que la série eut changé d'intrigue principale, les producteurs ont décidé de créer une meilleure amie à Stella et d'offrir le rôle à Nicole Anderson, qui est également la meilleure amie de Chelsea dans la vie.
Robert « Big Rob » Feggans, le vrai garde du corps des Jonas Brothers, tient le rôle de The Big Man, le garde du corps de Jonas.
John Lloyd Taylor, le guitariste des Jonas Brothers, apparaît dans l'épisode 5, Le Meilleur Ami du groupe, dans le rôle du professeur d'histoire de Joe.
À la fin de chaque épisode de Jonas L. A., un teaser sur le prochain épisode est passé.
Au début de chaque épisode de Jonas L. A. (sauf l'épisode 1), un résumé sur l'épisode précédent est passé.

## Audiences
La diffusion américaine du premier épisode a rassemblé 4 millions de téléspectateurs. Disney Channel a renouvelé la série pour une seconde saison. 
Le 8 novembre 2010, Disney Channel annonce l'annulation de la série, due aux mauvaises audiences.

## Musique
Chaque épisode de Jonas inclut des chansons originales écrites et interprétées spécialement par les Jonas Brothers pour la série.

## Adaptation
Un jeu vidéo intitulé Jonas est sorti sur Nintendo DS en 2009.

## Distinctions

### Nominations
- Emmy Awards 2010 : Meilleur programme pour enfants
- Teen Choice Awards 2009 :
  - Meilleure nouvelle série télévisée
  - Révélation féminine dans une série télévisée pour Chelsea Kane
  - Révélation masculine dans une série télévisée pour Frankie Jonas
  - Meilleur acteur de série télévisée catégorie Comédie pour les Jonas Brothers